# Malcolm Bradbury
Sir Malcolm Stanley Bradbury CBE (Sheffield, 1932. szeptember 7. –‎ Norwich, 2000. november 27. vagy 2000. november 28.) angol író és akadémikus.

## Élete
Bradbury Sheffieldben született, egy vasutas fiaként. 1935-ben családja Londonba költözött, de 1941-ben testvérével és édesanyjával visszatért Sheffieldbe. A család később Nottinghambe költözött, és 1943-ban Bradbury a West Bridgford gimnáziumba járt, ahol 1950-ig maradt. A Leicesteri Egyetemen angol irodalmat tanult, és 1953-ban első osztályú diplomát szerzett. Tanulmányait a londoni Queen Mary College-ban folytatta, ahol 1955-ben szerzett MA diplomát.
1955 és 1958 között Bradbury a Manchesteri Egyetem és az Egyesült Államokban az Indiana Egyetem oktatói posztjai között ingázott. 1958-ban visszatért Angliába egy nagyobb szívműtétre; szívének állapota olyan súlyos volt, hogy várható volt, hogy nem éli túl a középkorúságot. 1959-ben, a kórházban töltött idő alatt fejezte be első regényét: Eating People is Wrong.

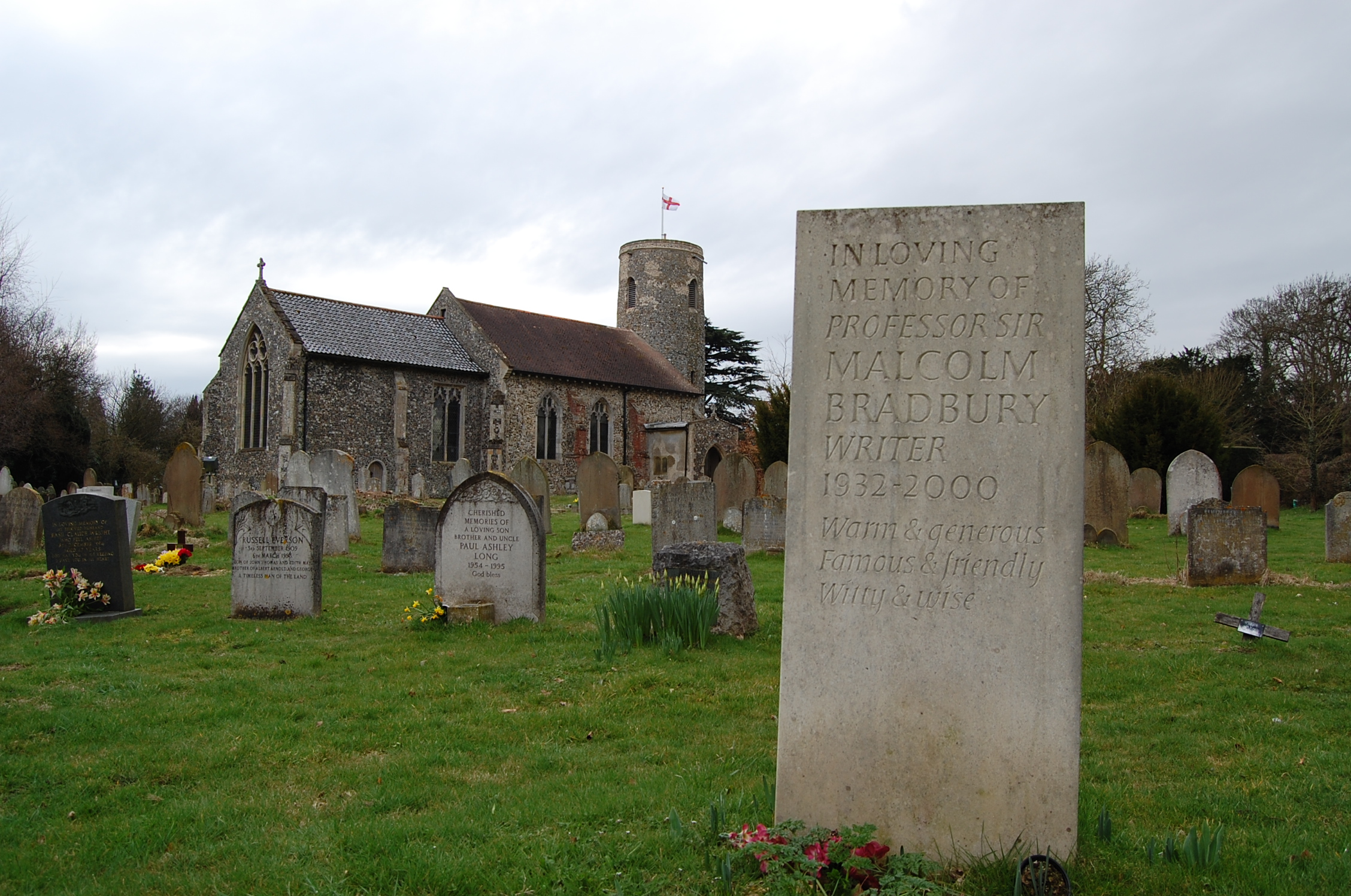
Malcolm Bradbury sírja a St Mary's Church-ben, a norfolki Tasburgh-ban

Bradbury feleségül vette Elizabeth Saltot, és két fiuk született. Első tanári állását a Hull Egyetem felnőttképzési oktatójaként töltötte be. Evelyn Waugh-ról írt tanulmányával 1962-ben kezdte meg kritikai könyvek írásával és szerkesztésével foglalkozó pályafutását. 1961-től 1965-ig a Birminghami Egyetemen tanított. 1962-ben doktorált amerikai tanulmányokból a Manchesteri Egyetemen, majd a Kelet-Angliai Egyetemre költözött (második regénye, a Stepping Westward 1965-ben jelent meg), ahol 1970-ben az amerikai tanulmányok professzora lett, és elindította a kreatív írás MA kurzust, amelyen Ian McEwan és Kazuo Ishiguro is részt vett.
Kiadta a Possibilities: Essays on the State of the Novel című, a regény helyzetéről szóló esszéit 1973-ban, The History Man című regényét 1975-ben, a Who Do You Think You Are? című novellagyűjteményt 1976-ban, Rates of Exchange 1983-ban és Cuts: A Very Short Novel 1987-ben. A tudományos élettől 1995-ben vonult vissza.
1991-ben az irodalomért tett szolgálataiért a Brit Birodalom Rendjének parancsnoka lett, és a 2000-es újévi kitüntetéseken lovaggá ütötték, szintén az irodalomért tett szolgálataiért.
Bradbury 2000. november 27-én halt meg a Norwich-i Colman Kórház Priscilla Bacon Lodge nevű kórházában, feleségétől és két fiuktól, Matthew-tól és Dominictól kísérve. 2000. december 4-én temették el a Norwich melletti Tasburgh-i Szent Mária plébániatemplom temetőjében, ahol Bradburyéknek második házuk volt. Bár nem volt ortodox vallású, tisztelte az anglikán egyház hagyományait és társadalmi-kulturális szerepét, és Philip Larkin Church Going („Templomba járás”) című versének szellemében szívesen látogatta a templomokat.

## Művei
Bradbury termékeny tudományos író és sikeres tanár volt; a modern regény szakértőjeként könyveket publikált Evelyn Waugh-ról, Saul Bellow-ról és E. M. Forsterről, valamint olyan modern klasszikusok kiadásait, mint F. Scott Fitzgerald A nagy Gatsby című műve, továbbá számos tanulmányt és kézikönyvet a modern brit és amerikai regényirodalomról. A szélesebb közönség azonban leginkább regényíróként ismeri. Bár gyakran hasonlítják kortársához és barátjához, David Lodge-hoz, aki szintén írt egyetemi regényeket, Bradbury könyvei következetesen sötétebb hangulatúak, és kevésbé játékosak mind stílusban, mind nyelvezetben. 1986-ban írt egy rövid humoros könyvet Why Come to Slaka? címmel, amely az útikönyvek paródiája, és Szlaka, a fiktív kelet-európai ország témáját dolgozza fel, amely az 1983-ban megjelent Rates of Exchange című regényének helyszíne, és amelyet a Booker-díjra jelölték.
Bradbury a televízió számára is sokat írt, többek között olyan sorozatok forgatókönyvét, mint a Anything More Would Be Greedy, a The Gravy Train (és annak folytatása, a The Gravy Train Goes East, amely a Bradbury által kitalált Slaka életét vizsgálta), valamint olyan regények adaptációját, mint Tom Sharpe Blott on the Landscape és Porterhouse Blue, Alison Lurie Imaginary Friends, Kingsley Amis The Green Man, és a Morse felügyelő utolsó előtti epizódja, a The Wench is Dead. Utolsó televíziós forgatókönyve a Dalziel and Pascoe 5. sorozatához készült, amelynek producere Andy Rowley volt. A Foreign Bodies („Idegen testek”) című epizódot 2000. július 15-én vetítette a BBC One.
Művei gyakran humorosak és ironikusak voltak, általában pikareszk hangnemben gúnyolták az akadémiát, a brit kultúrát és a kommunizmust.

## Válogatott könyvei
- Eating People is Wrong (1959)
- Writers and Critics: Evelyn Waugh  (Oliver and Boyd, 1964)
- Stepping Westward (1965)
- Contemporary Criticism (1970)
- The Social Context of Modern English Literature (1971)
- Possibilities (1973)
- The History Man (1975)
- Who Do You Think You Are? (1976) — novellagyűjtemény
- All Dressed Up and Nowhere To Go (1982)
- The After Dinner Game (1982)
- Rates of Exchange (1983) – Tartalmazza a Vedontakal Vrop című képzeletbeli opera előadásának leírását, amelyet a Why Come to Slaka? című könyvben is leírtak.
- The Modern American Novel (1983)
- Why Come to Slaka? (1986)
- Cuts (1987)
- Mensonge (1987)
- My Strange Quest for Mensonge: Structuralism's Hidden Hero (1987)
- No Not Bloomsbury (1987)
- Unsent Letters (1988)
- The Modern World: Ten Great Writers (1988)
- Doctor Criminale (1992)
- The Modern British Novel (1993)
- Dangerous Pilgrimages: Trans-Atlantic Mythologies and the Novel (1995)
- To the Hermitage (2000)

### Magyarul
- Embert enni nem való (Eating People is Wrong) – Európa, Budapest, 1974 (Modern könyvtár) · ISBN 9630700298 · Fordította: Hernádi Miklós
- A történelem bizalmasa (The History Man) – Európa, Budapest, 1979 · ISBN 9630714213 · Fordította, utószó: Takács Ferenc · Illusztrálta: Gyulai Líviusz
- Richard Ruland–Malcolm Bradbury: Az amerikai irodalom története. A puritanizmustól a posztmodernizmusig. Egyetemi tankönyv (From Puritanism to Postmodernism a history of American literature) – Corvina, Budapest, 1997 (Egyetemi könyvtár) · ISBN 9631342859 · Fordította: Balkay Fruzsina ... et al.

## Fordítás
Ez a szócikk részben vagy egészben  a   Malcolm Bradbury című angol Wikipédia-szócikk fordításán alapul.  Az eredeti cikk szerkesztőit annak laptörténete sorolja fel. Ez a jelzés csupán a megfogalmazás eredetét és a szerzői jogokat jelzi, nem szolgál a cikkben szereplő információk forrásmegjelöléseként.